# Nyabuyumpu (periodiskt vattendrag)
Nyabuyumpu är ett periodiskt vattendrag i Burundi.   Det ligger i provinsen Bubanza, i den nordvästra delen av landet, 28 km norr om huvudstaden Bujumbura.
Omgivningarna runt Nyabuyumpu är en mosaik av jordbruksmark och naturlig växtlighet. Runt Nyabuyumpu är det tätbefolkat, med 411 invånare per kvadratkilometer.